# Казахстанско-сирийские отношения
Казахстанско-сирийские отношения  — двусторонние дипломатические отношения между Казахстаном и Сирией. Отношения были установлены 27 марта 1992 года.

## История
Казахстан и Сирия установили дипломатические отношения 27 марта 1992 года. По состоянию на 2025 год в Казахстане нет сирийского, а в Сирии нет казахстанского посольства. Взаимоотношения Казахстана с Сирией курируются посольством в Иордании. В Дамаске есть консульство Казахстана.
В марте 1992 года Казахстан посетил Фарук Шараа, министр иностранных дел Сирии (двоюродный дядя нынешнего президента Сирии Ахмеда Шараа). В сентябре 2007 года Казахстан посетил Валид Муаллем, министр иностранных дел Сирии. В свою очередь, различные министры Казахстана также посещали Сирию.
В 2007 году Нурсултан Назарбаев совершил первый визит в Сирию. Итогом визита стало подписание Декларации о политических консультациях между министерствами иностранных дел двух стран, Соглашение между двумя правительствами о сотрудничестве в области образования и науки, меморандумы о взаимопонимании между министерствами сельского хозяйства двух стран, установлении партнёрских отношений между Астаной, столицей Казахстана и Дамаском, столицей Сирии.
В 2017 году свою работу начал Астанинский процесс, целью которого стало завершение Гражданской войны в Сирии.

## Товарооборот
Товарооборот между странами в 2023 году не превышал миллиона долларов.